# Couvent des Visitandines de Sulzbach

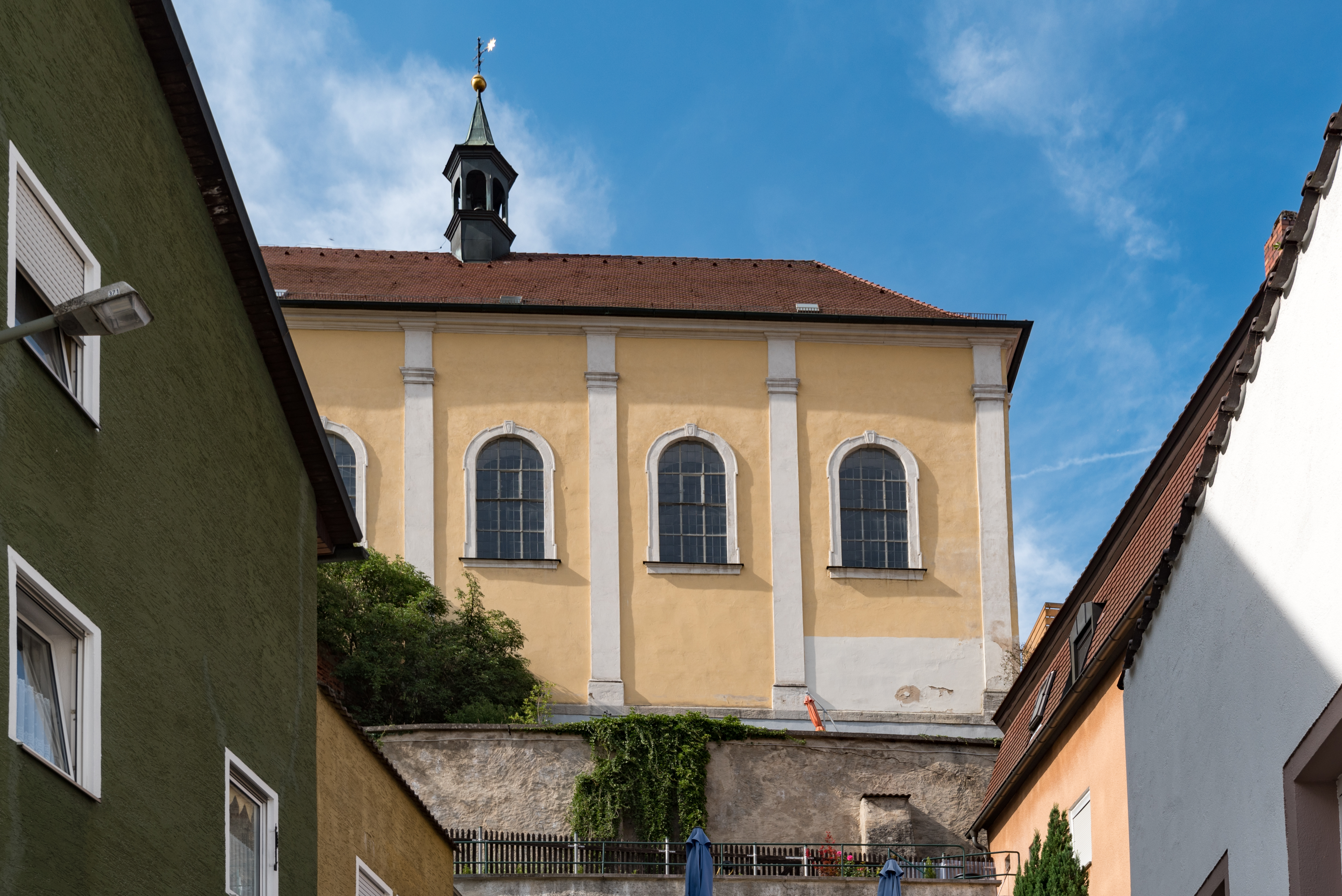
Église conventuelle Sainte-Hedwige.

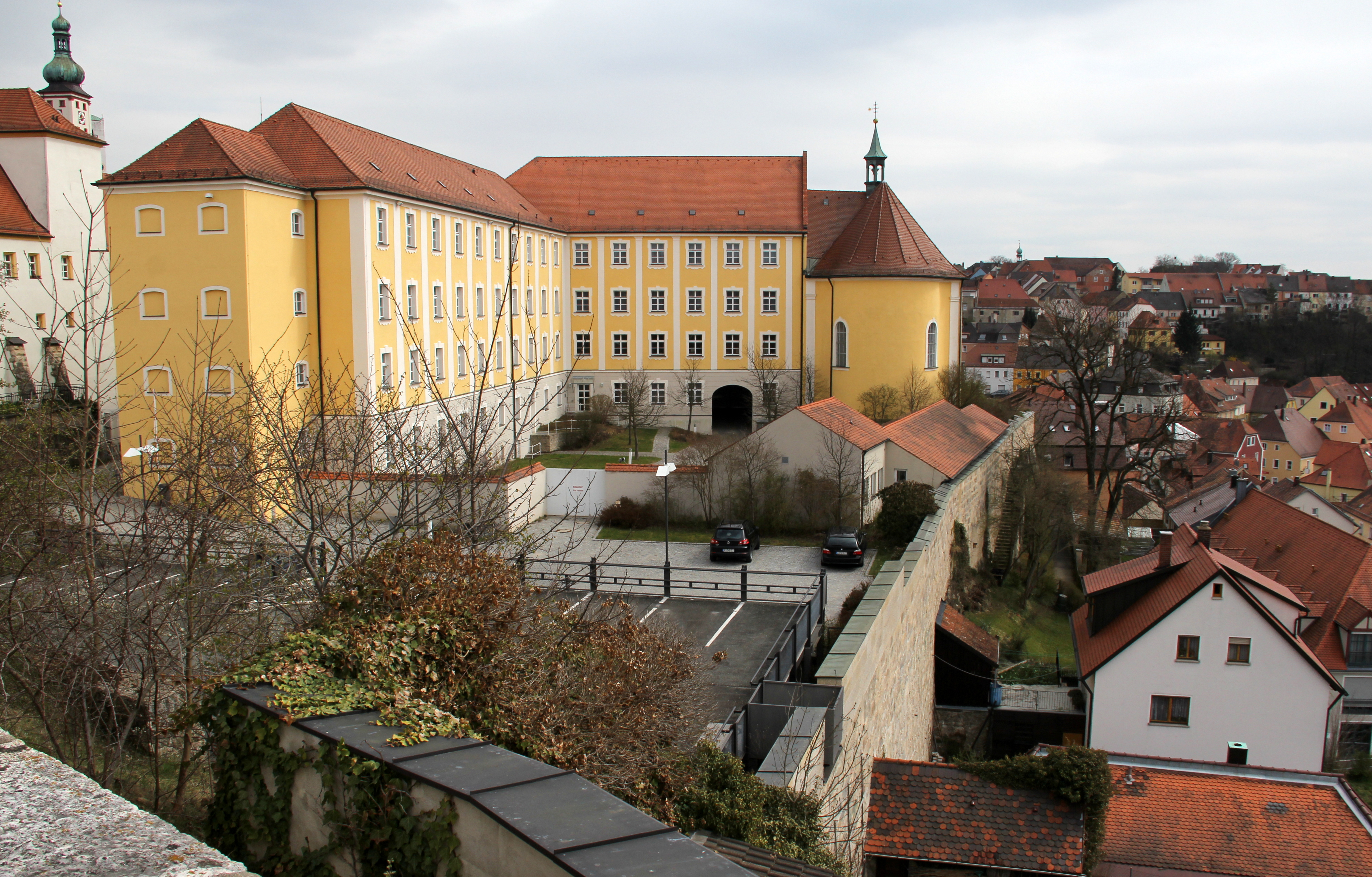
Vue de l'ancien couvent.

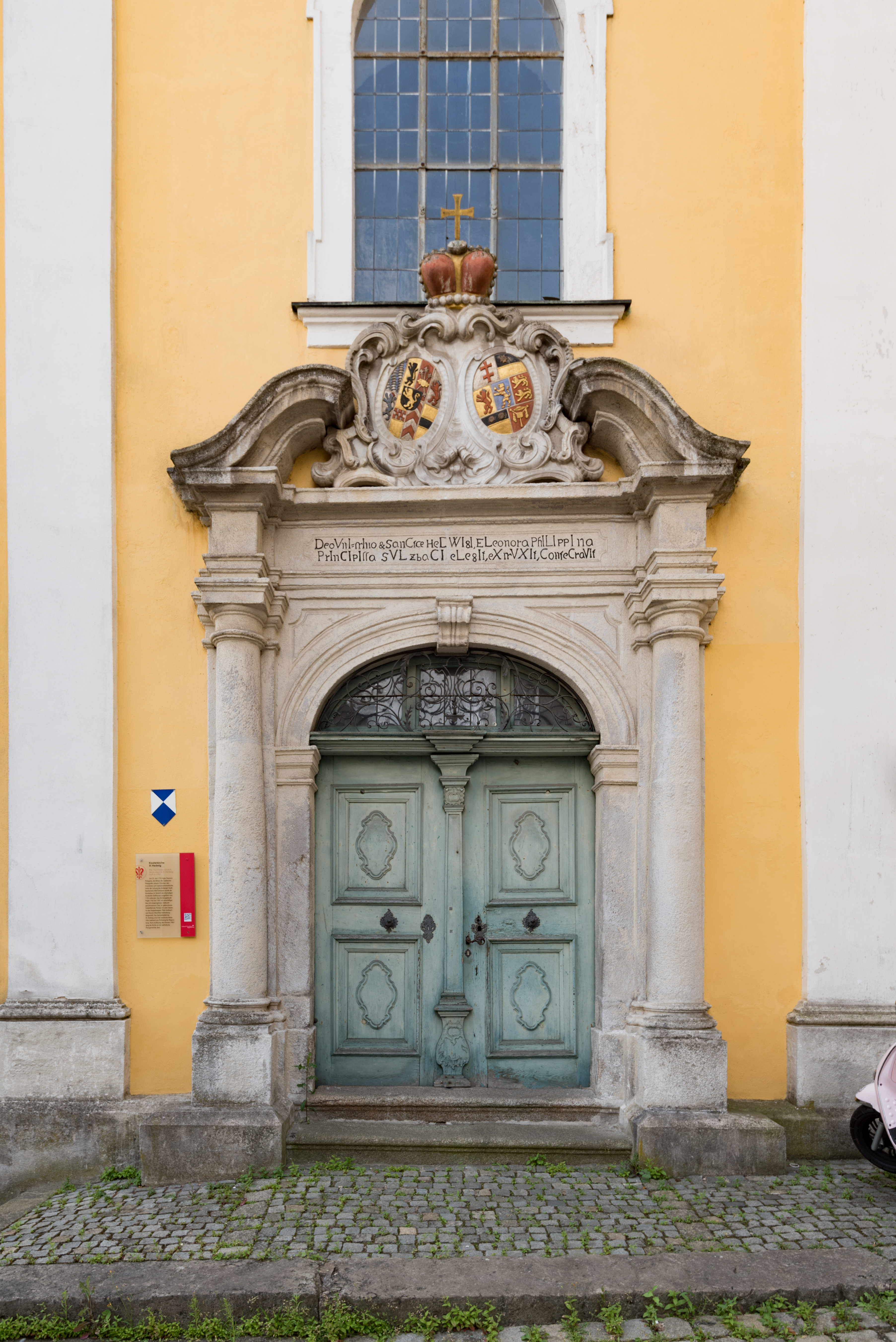
Portail de l'église conventuelle avec le double blason des Palatinat-Sulzbach et des Hesse-Rheinfels.

Le couvent des Visitandines de Sulzbach (Salesianerinnenkloster Sulzbach) est un ancien couvent de l'Ordre de la Visitation situé en Bavière à Sulzbach-Rosenberg, dans le diocèse de Ratisbonne.

## Histoire
Les Visitandines s'installent à Sulzbach en 1755 pour se consacrer à l'éducation des jeunes filles. Elles vouent leur couvent à sainte Hedwige et se font financer dès le 8 mai 1753 par Éléonore-Philippine de Sulzbach, née Hesse-Rheinfels, veuve du duc Jean-Christian de Sulzbach, qui en est donc la fondatrice. La duchesse subventionne le couvent et après sa mort, on fait inhumer son cœur dans l'église conventuelle. Elle meurt en 1759 à Neuburg an der Donau. Ses restes reposent à l'église du château de Neuburg et son cœur est placé sous une plaque près du maître-autel. On peut y lire :
« Christus ist mein Leben, Sterben ein Gewinn – Herz der erlauchten Herzogin und Gründerin dieses Klosters Eleonora Philippina, geb. am 17.10.1712, gest. 23. Mai 1759 im Alter von 47 Jahren. Sie ruhe in Frieden. »
En 1762, la supérieure, Mère Anna Rosalie von Fick, fait une demande auprès de l'évêque de Ratisbonne, pour faire reconstruire l'église. Cela est immédiatement accordé et l'église, construite par l'architecte de la ville d'Amberg, Wolf Dirmann, est terminée en 1764. Sulzbach est alors un couvent affilié à celui d'Amberg d'où sont venues en 1755 six religieuses. Ce grand couvent s'élève sur trois étages supérieurs en forme de L avec l'église à angle droit. Lorsque le couvent d'Amberg est sécularisé en 1804 à la suite des lois napoléoniennes de 1803, ses religieuses viennent se réfugier à Sulzbach à qui les autorités ont garanti qu'elles pourraient y vivre jusqu'à la fin de leurs jours, sans prendre évidemment de novices. En fait le couvent est sécularisé à son tour en 1809. L'église devient simple filiale paroissiale et les bâtiments conventuels sont dévolus en 1804 à l'administration du royaume de Bavière, puis en 1827 au tribunal de district et enfin l'ancien couvent sert de caserne (1850-1918 et 1934-1945).